# Stella Bondesson

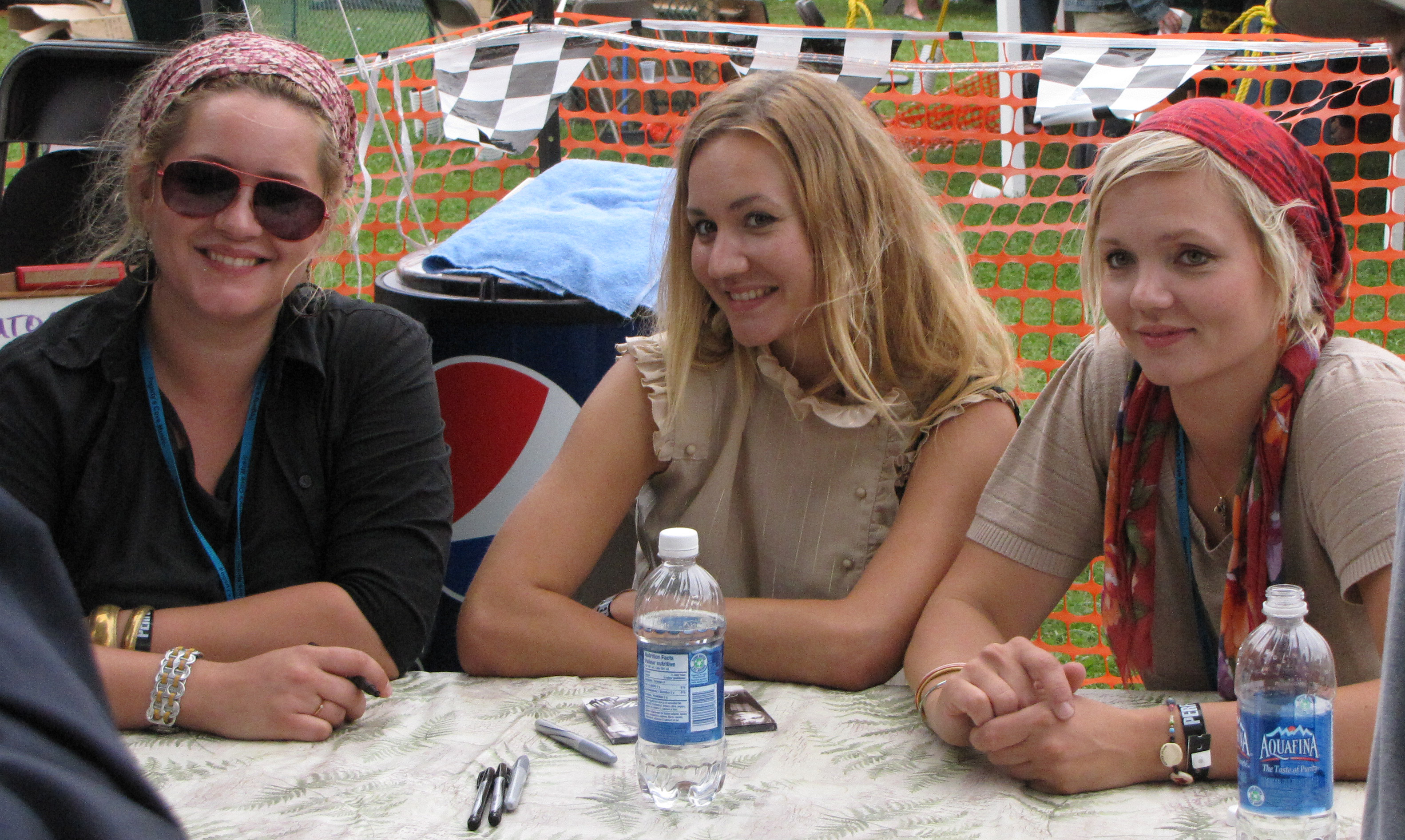
Stella, Sunniva och Greta Bondesson i gruppen Baskery.

Stella Bondesson, född 20 mars 1980, är en svensk artist (basist och sångare), och en av medlemmarna i den svenska musikgruppen Baskery och den tidigare gruppen Slaptones.